# Resclosa del Canal d'Urgell
La resclosa del canal d'Urgell és la presa de derivació del Canal d'Urgell, un dels principals canals de reg de Catalunya, construït a la segona meitat del segle xix, que rega la plana d'Urgell. La zona humida "Resclosa del Canal d'Urgell" ocupa una superfície de més de 28 hectàrees, just aigües avall de la resclosa, en un tram del Segre on aquest fa un gran meandre.
L'espai és interessant per les petites illes o bancs de sorra que la dinàmica del riu Segre ha anat formant en acumular-se els materials que transporta. En aquestes illes i en tota la plana d'inundació, el bosc de ribera està molt ben constituït i format per salzedes i alberedes. Hi dominen els àlbers (Populus alba), pollancres (Populus nigra), verns (Alnus glutinosa), salzes blancs (Salix alba), gatells (Salix atrocinerea) i alguns peus de saulic (Salix purpurea).
En l'espai apareixen hàbitats d'interès comunitari com:
- 92A0 "Alberedes, salzedes i altres boscos de ribera")
- 3250 "Rius mediterranis amb vegetació del Glaucion flavi"
- 3260 "Rius de terra baixa i de la muntanya mitjana amb vegetació submersa o parcialment flotant (Ranunculion fluitantis i Callitricho-Batrachion)"
- 3270 "Rius amb vores llotoses colonitzades per herbassars nitròfils del Chenopodion rubri (p.p.) i del Bidention (p.p.)"
- 3280 "Rius mediterranis permanents, amb gespes nitròfiles del Paspalo-Agrostidion orlades d'àlbers i salzes"
- 6430 "Herbassars higròfils, tant de marges i vorades com de l'alta muntanya".

Aquest espai resulta una zona de notable interès conservacionista, ja que, a més de presentar diversos hàbitats d'interès comunitari que hi ocupen extensions importants, és un lloc de refugi, alimentació i reproducció per a molts ocells. Pel que fa als peixos, cal fer esment de la presència del barb cua-roig (Barbus haasi), una espècie força amenaçada a Catalunya. Destaca també la presència de llúdriga en tot aquest tram del riu Segre.
L'espai no presenta impactes significatius i es troba en un molt bon estat de conservació. Puntualment es poden produir certs problemes de manca de cabal, o de fluctuacions importants del cabal, derivats de la regulació del Segre a les preses situades aigües amunt i a la mateixa resclosa del Canal.
L'espai "Resclosa del Canal d'Urgell" forma part de l'espai de la Xarxa Natura 2000 ES5130014 "Aiguabarreig Segre-Noguera Pallaresa.